# حنظلة بن ثعلبة
حَنْظلة بن سيَّار بن سَعد العجلي، كان رئيسًا في الجاهليّة، وهو صاحبُ «قُبّة حنظلة» ضربها يوم ذي قَار، وسيد بني عَجْل يوم ذي قَار، فتقطعت عليها بكر بن وائل، فقاتلوا الفُرْس حتى هزموهم، ويروى أنه كان مسلمًا وأرسل خمس الغنائم للنبي محمد. ويقال إن الذي ضرب القُبّةَ هو ولده سعد بن حنظلة.

## قصته
هو صاحبُ «قُبّة حنظلة» ضربها يوم ذي قَار، فتقطعت عليها بكر بن وائل، فقاتلوا الفُرْس حتى هزموهم، فبلغ النبي ذكره فسَّره، وقال: «هَذَا أَولُ يَوْمٍ انْتَصَفَتْ فِيهِ الْعَرَبُ مِنَ العَجَم وَبِي نُصِرُوا»، وبعث حنظلة يومئذ بخُمْس الغنائم إلى النبيّ وبَشره بالفتح؛ وكانت العرب قبل ذلك تربع، فلما بلغ حنظلة قول الله تعالى: ﴿وَاعْلَمُوا أَنَّمَا غَنِمْتُمْ مِنْ شَيْءٍ فَأَنَّ لِلَّهِ خُمُسَهُ وَلِلرَّسُولِ وَلِذِي الْقُرْبَى وَالْيَتَامَى وَالْمَسَاكِينِ وَابْنِ السَّبِيلِ إِنْ كُنْتُمْ آمَنْتُمْ بِاللَّهِ وَمَا أَنْزَلْنَا عَلَى عَبْدِنَا يَوْمَ الْفُرْقَانِ يَوْمَ الْتَقَى الْجَمْعَانِ وَاللَّهُ عَلَى كُلِّ شَيْءٍ قَدِيرٌ ۝٤١﴾ [الأنفال:41]، سَرَّه ذلك، وفي ذلك يقول حنظلة:
| وَنَحْنُ بَعَثْنَا الوَفْدَ بِالخَيْلِ تَرْتَمِي  |  | بِهِمْ قُلُصٌ نَحْوَ النَّبِيِّ مُحَمَّدِ     |
| بِمَا لَقِيَ الهرموزُ وَالقَومُ إذ غَزَوا |  | وَمَا لَقِيَ النُّعْمَانُ عِنْدَ التَّوَرّدِ |

قال ابن حجر العسقلاني: «وهذا يدل على أنه أسلم؛ فإن الوقعة كانت بعد الهجرة بمدة، ولا يبعد أنه شهد حجة الوداع». ومن شعره الذي يحرّض العرب فيه على قِتَال الفرس:

| يَا قَومِ طِيُبوا بِالقِتَالِ نَفْسَا |  | أَجْدَرُ يَوْمٍ أَنْ تَفُلُّوا الفُرْسَا |

ومنها قوله:

| قَدْ حَلَّ أَشْيَاعُهُمُ فَجِدُّوا |  | مَا عِلَّتِي وَأَنَا مُؤَدّ جَلْدُ  |
| وَالقَوْس فِيهَا وَتَرٌ عُرُدُّ |  | مِثْلُ ذِرَاعِ البَكْرِ أَوْ أَشَدُّ |